# Phish
Phish ist eine US-amerikanische Rockband, die vor allem wegen ihrer Improvisationen und Jamsessions bekannt wurde.
Die Musik umfasst ein weites Spektrum von Genres, darunter Rock, Fusion, Bluegrass, Folk, Blues und Progressive Rock. Obwohl die Gruppe kaum im Radio oder auf Musikfernsehsendern zu hören war, entwickelte sich durch Mundpropaganda eine große Fangemeinde.

## Geschichte
Phish wurde 1983 in Burlington von Trey Anastasio, Jeff Holdsworth und Jon Fishman gegründet, die alle die University of Vermont besuchten. Nur wenig später schloss sich ihnen Mike Gordon an und 1984 begannen sie auch außerhalb der Universität aufzutreten. Kurz nachdem Keyboarder Page McConnell 1985 Mitglied von Phish geworden war, verließ Holdsworth die Band. 1986 wechselten Anastasio und Fishman zum Goddard College, an dem McConnell schon studierte.
Anfang 1988 nahm Phish ihr Debütalbum Junta auf, das sie ausschließlich als Musikkassette bei ihren Konzerten verkaufte. 1989 folgte Lawn Boy, das 1990 auf dem Indie-Label Absolute A-Go-Go, einem Sublabel von Rough Trade erschien. 1991 tourte Phish durch Amerika, verlor jedoch Ende des Jahres ihren Plattenvertrag, als Rough Trade Insolvenz anmeldete. Elektra nahm die Band unter Vertrag, und 1992 folgte auf ihrem neuen Label A Picture of Nectar. Die Band tourte weiterhin durch das Land, während Elektra Wiederveröffentlichungen der ersten beiden Phish-Alben auf den Markt brachte.
Während ihrer 1992er-Tour hatte Phish bei mindestens einem ihrer Konzerte (in Stowe (Vermont) am 25. Juli 1992) Carlos Santana zu Gast. Santana jammte bei den Songs You enjoy myself, Llama, Santana´s Jam #1, Santana´s Jam #2, David Bowie und Catapult an jenem Abend mit. Dies belegen zwei CD-Veröffentlichungen aus dem Jahr 1992 – eine mit dem Titel A Phishy Story, deren Aufnahmen aus Providence und Stowe stammen, eine andere CD mit dem Titel Jammin Santana, deren Aufnahmen vom gleichen Tag aus Stowe stammen. Ob es sich bei diesen CDs um Bootlegs handelt, ist nicht bekannt, da Phish während dieses Zeitraumes keinen Plattenvertrag hatte.
Anfang 1993 erschien Phishs viertes Studioalbum namens Rift. Im nächsten Jahr folgte Hoist, aus dem die Single Down With Disease ausgekoppelt wurde. Ende 1994 wurde Crimes of the Mind veröffentlicht, ein Album, das die Band bereits 1991 zusammen mit The Dude of Life (bei vielen der Phish-Songs auch als Mittexter aufgeführt) aufgenommen hatte. Weitere Veröffentlichungen in den 1990ern waren unter anderem das Doppellivealbum A Live One, die Studio-LPs The Story of the Ghost und Billy Breathes (vor allem das letztgenannte bekam exzellente Kritiken), die Live-LP Slip, Stitch & Pass und schließlich die 6-CD-Box Hampton Comes Alive, in der zwei ganze Konzerte enthalten waren. Das Album erreichte sogar Goldstatus.
Anfang 2000 konnte Phish ihren Erfolg mit dem Album Farmhouse und der dazugehörigen Single Heavy Things fortsetzen, doch schon im Oktober des gleichen Jahres trennten sich die Musiker vorübergehend, um sich anderen Projekten zu widmen. Von 2001 bis 2003 veröffentlichte Elektra zwanzig Livealben der Band und im Dezember 2002 begann Phish auch wieder live aufzutreten. Sie tourte noch eineinhalb Jahre, veröffentlichten 2004 noch ein letztes Studioalbum in Form von Undermind und gab schließlich ihre endgültige Trennung bekannt.
Im März 2009 kam die Band wieder zusammen und spielte im Sommer einige Konzerte in den USA. Im September desselben Jahres erschien schließlich ihr 14. Studioalbum Joy, auf das eine ausgedehnte Nordamerikatournee folgte. Auch in den Jahren danach tourte Phish durch Nordamerika.
In den Monaten Juli / August 2017 spielte Phish 13 Konzerte unter dem Titel The Baker's Dozen im Madison Square Garden in New York. Jedes Konzert hatte eine individuelle Setlist; es wurde kein Song zweimal gespielt.

## Diskografie

### Studioalben
| Jahr | Titel Musiklabel               | Höchstplatzierung, Gesamtwochen, AuszeichnungChartsChartplatzierungen (Jahr, Titel, Musiklabel, Platzierungen, Wochen, Auszeichnungen, Anmerkungen) | Anmerkungen                                                    |
| Jahr | Titel Musiklabel               | US | Anmerkungen                                                    |
| ---- | ------------------------------ | --- | -------------------------------------------------------------- |
| 1992 | A Picture of Nectar Elektra    | US110 Gold · (1 Wo.)US | Erstveröffentlichung: 18. Februar 1992 Charteinstieg erst 2014 |
| 1993 | Rift Elektra                   | US51 Gold · (5 Wo.)US | Erstveröffentlichung: 2. Februar 1993                          |
| 1994 | Hoist Elektra                  | US34 Gold · (13 Wo.)US | Erstveröffentlichung: 29. März 1994                            |
| 1996 | Billy Breathes Elektra         | US7 Gold · (15 Wo.)US | Erstveröffentlichung: 15. Oktober 1996                         |
| 1998 | The Story of the Ghost Elektra | US8 (5 Wo.)US | Erstveröffentlichung: 27. Oktober 1998                         |
| 2000 | Farmhouse                      | US12 Gold · (18 Wo.)US | Erstveröffentlichung: 16. Mai 2000                             |
| 2002 | Round Room Elektra             | US46 (5 Wo.)US | Erstveröffentlichung: 10. Dezember 2002                        |
| 2004 | Undermind                      | US13 (4 Wo.)US | Erstveröffentlichung: 15. Juni 2004                            |
| 2009 | Joy                            | US13 (7 Wo.)US | Erstveröffentlichung: 8. September 2009                        |
| 2014 | Fuego                          | US7 (5 Wo.)US | Erstveröffentlichung: 24. Juni 2014                            |
| 2016 | Big Boat                       | US19 (1 Wo.)US | Erstveröffentlichung: 7. Oktober 2016                          |
| 2020 | Sigma Oasis                    | US116 (1 Wo.)US | Erstveröffentlichung: 2. April 2020                            |
| 2024 | Evolve                         | US69 (1 Wo.)US | Erstveröffentlichung: 12. Juli 2024                            |

Weitere Studioalben
- Junta (1988 auf Elektra, US: Platin)
- Lawn Boy (1990 auf Elektra, US: Gold)
- The Siket Disc (1999 auf Elektra)

### Livealben
| Jahr | Titel Musiklabel                                                                 | Höchstplatzierung, Gesamtwochen, AuszeichnungChartsChartplatzierungen (Jahr, Titel, Musiklabel, Platzierungen, Wochen, Auszeichnungen, Anmerkungen) | Anmerkungen                             |
| Jahr | Titel Musiklabel                                                                 | US | Anmerkungen                             |
| ---- | -------------------------------------------------------------------------------- | --- | --------------------------------------- |
| 1995 | A Live One Elektra                                                               | US18 Platin · (14 Wo.)US | Erstveröffentlichung: 27. Juni 1995     |
| 1997 | Slip Stitch and Pass                                                             | US17 (8 Wo.)US | Erstveröffentlichung: 28. Oktober 1997  |
| 1999 | Hampton Comes Alive Elektra                                                      | US120 Gold · (2 Wo.)US | Erstveröffentlichung: 23. November 1999 |
| 2001 | Live Phish 01: 12.14.95, Broome County Arena, Binghamton, New York Elektra       | US97 (1 Wo.)US |                                         |
| 2001 | Live Phish 02: 7.16.94, Sugarbush Summerstage, North Fayston, Vermont Elektra    | US93 (1 Wo.)US |                                         |
| 2001 | Live Phish 03: 9.14.00, Darien Lake Arts Center, Darien Center, New York Elektra | US118 (1 Wo.)US |                                         |
| 2001 | Live Phish 04: 6.14.00, Drum Logos, Fukuoka, Japan Elektra                       | US127 (1 Wo.)US |                                         |
| 2001 | Live Phish 05: 7.8.00, Alpine Valley Music Theater, East Troy, Wisconsin Elektra | US115 (1 Wo.)US |                                         |
| 2001 | Live Phish 06: 11.27.98, The Centrum, Worcester, Massachusetts Elektra           | US105 (1 Wo.)US |                                         |
| 2002 | Live Phish 07: 8/14/93 World Music Theatre, Tinley Park, Illinois Elektra        | US154 (1 Wo.)US |                                         |
| 2002 | Live Phish 08: 7/10/99 E Centre, Camden, New Jersey Elektra                      | US154 (1 Wo.)US |                                         |
| 2002 | Live Phish 09: 8/26/89 Townshend Family Park, Townshend, Vermont Elektra         | US141 (1 Wo.)US |                                         |
| 2002 | Live Phish 10: 6/22/94 Veterans Memorial Auditorium, Columbus, Ohio Elektra      | US147 (1 Wo.)US |                                         |
| 2002 | Live Phish 11: 11/17/97 McNichols Sports Arena, Denver, Colorado Elektra         | US145 (1 Wo.)US |                                         |
| 2002 | Live Phish 12: 8/13/96 Deer Creek Music Center, Noblesville, Indiana Elektra     | US138 (1 Wo.)US |                                         |
| 2002 | Live Phish 13: 10.31.94 Glens Falls Civic Center, Glens Falls, New York Elektra  | US112 (1 Wo.)US |                                         |
| 2002 | Live Phish 14: 10.31.95 Rosemont Horizon, Rosemont, Illinois Elektra             | US146 (1 Wo.)US |                                         |
| 2002 | Live Phish 15: 10.31.98 The Omni, Atlanta, Georgia Elektra                       | US144 (1 Wo.)US |                                         |
| 2002 | Live Phish 16: 10.31.98 Thomas & Mack Center, Las Vegas, Nevada Elektra          | US139 (1 Wo.)US |                                         |
| 2006 | Live In Brooklyn                                                                 | US162 (1 Wo.)US | Erstveröffentlichung: 11. Juli 2006     |
| 2008 | At The Roxy                                                                      | US148 (1 Wo.)US | Erstveröffentlichung: 18. November 2008 |
| 2012 | Chicago ’94                                                                      | US121 (1 Wo.)US | Erstveröffentlichung: 31. Juli 2012     |
| 2013 | Ventura                                                                          | US123 (1 Wo.)US | Erstveröffentlichung: 18. Juni 2013     |
| 2021 | LP On LP 01: Ruby Waves 7/14/19                                                  | US134 (1 Wo.)US | Erstveröffentlichung: 18. Juni 2021     |
| 2021 | LP On LP 02: Waves 5/26/11                                                       | US138 (1 Wo.)US | Erstveröffentlichung: 18. Juni 2021     |

Weitere Alben
- Crimes of the Mind (1994 auf Elekra mit The Dude of Life)
- Stash (1996 auf Elektra)
- Slip, Stitch & Pass (1997 auf Elektra)
- Phish (1998 auf Phish Archive)
- The White Tape (1998 auf Phish Archive)
- Live Phish, Vol. 17 (2003 auf Elektra)
- Live Phish, Vol. 18 (2003 auf Elektra)
- Live Phish, Vol. 19 (2003 auf Elektra)
- Live Phish, Vol. 20 (2003 auf Elektra)
- Live at Madison Square Garden New Year's Eve 1995 (2005 auf Rhino)
- Hampton/Winston-Salem '97 (2011)

### Videoalben
- 1997: Live & Outdoors
- 2000: Live In Vegas (US: Gold)
- 2001: Bittersweet Motel
- 2004: It (US: Platin)
- 2006: Live in Brooklyn
- 2009: Clifford Ball